# 莫洛傑奇諾
莫洛傑奇諾（羅馬化：Maladziečna，發音：[maɫaˈdzʲetʂna]）是白俄羅斯明斯克州莫洛傑奇諾區内的城市及该区的行政中心，位於首都明斯克西北72公里的烏沙河左岸，曾是莫洛傑奇諾州的首府，始建於1388年，面積約30平方公里，2023年人口数量为89,628人。